# Oest-Ordynski
Oest-Ordynski (Russisch: Усть-Ордынский) is een plaats (posjolok) in de Russische oblast Irkoetsk. Tot 1 januari 2008 vormde de plaats het bestuurlijk centrum van het toenmalige autonome district Oest-Orda Boerjatië en als zodanig het enige bestuurlijke centrum dat geen stedelijke status had. Tegenwoordig vormt de plaats het bestuurlijk centrum van het district Echirit-Boelagatski.
De plaat ligt op de rechteroever van de Koeda (zijrivier van de Angara) op 62 kilometer ten noordoosten van de stad Irkoetsk.
De bevolking bedroeg bij de laatste volkstelling van 2002 14.335 inwoners.